# Thomas Kellermann
Thomas Kellermann (* 13. November 1970 in Weilheim in Oberbayern) ist ein deutscher Koch.

## Werdegang
Kellermann entstammt einer Gastronomenfamilie. Nach der Ausbildung in München ging er 1991 zum Hotel-Restaurant Erbprinz in Ettlingen und 1992 zum Wald- und Schlosshotel Friedrichsruhe in Zweiflingen unter Lothar Eiermann. 1994 wechselte er für sechs Jahre nach München in das Restaurant Tantris unter Hans Haas.
Seine erste Position als Küchenchef trat er 2000 im Landhaus Nösse auf Sylt an, gefolgt von zwei Berliner Restaurants: 2001 dem Portalis und 2003 dem Vitrum im The Ritz-Carlton Berlin, das 2006 mit einem Michelin-Stern ausgezeichnet wurde.
Von 2008 bis 2018 war er Küchenchef im Restaurant Kastell des Hotels Burg Wernberg in Wernberg-Köblitz. Er kochte eine klassische Küche mit Schwerpunkt auf Gemüse und bot auch ein vegetarisches Menü an. 2011 wurde das Restaurant Kastell mit dem zweiten Michelin-Stern ausgezeichnet.
Seit Juni 2018 ist Kellermann Küchendirektor im Parkhotel Egerner Höfe sowie im Gourmetrestaurant Dichter in Rottach-Egern, das 2023 mit zwei Michelinsternen ausgezeichnet wurde.

## Auszeichnungen
- 1998: „Bocuse d’Or“ 1. Platz, Deutscher Meister
- 2002 und 2006: Berliner Meisterkoch
- 2006: Ein Stern im Guide Michelin für das Restaurant Vitrum in Berlin
- 2009: „Koch des Jahres“ im „Gusto 2010“[7]
- 2011: Zwei Sterne im Guide Michelin 2012 für das Restaurant Kastel
- 2019: 9 Pfannen im Gusto-Führer 2019
- 2020: Drei Kochmützen und 17 Punkte im Gault Millau
- 2023: Zwei Sterne im Guide Michelin für das Gourmetrestaurant Dichter in Rottach-Egern[6]

## Veröffentlichungen
- Thomas Kellermann – SZ Bibliothek der Köche. Süddeutsche Zeitung/Bibliothek, München 2008, ISBN 978-3866155572.